# 埼玉県の市町村歌一覧
埼玉県の市町村歌一覧（さいたまけんのしちょうそんかいちらん）は、日本の埼玉県に属する市町村で制定されている、もしくは過去に制定されていた市町村歌などの自治体歌やそれに準じた楽曲の一覧である。なお、一覧の順序は全国地方公共団体コード順による。

## 概説
埼玉県下では、1910年（明治43年）に作成された川島町の「川島郷歌」が現存する最古の自治体歌とされる。市部で市歌制定の動きが活発となったのは戦後に入ってからで、熊谷市や旧大宮市は県庁所在地の旧浦和市よりも早く市歌を制定している。浦和市・大宮市・与野市・岩槻市を前身とするさいたま市は、浦和・大宮・与野の3市合併による設置から2年後の2003年（平成15年）に、政令指定都市移行を記念して市歌を制定した。
その他の市では、加須市や本庄市のように平成の大合併に伴い従来の市歌が失効したまま後継の市歌が制定されない事例が目立っているが、比較的早期に後継の市歌を制定した熊谷市や久喜市、新設合併前の市歌を引き継いだ秩父市のような事例も存在する。もっとも、所沢市のように昭和期から存在する人口20万人以上の自治体であっても市歌を制定していなかったり、1990年代以降に人口増加で市制を施行した旧町の場合は町制時代から市民（旧町民）音頭の作成のみが行われている自治体も散見される。また、JR東日本を中心に鉄道駅が所在する自治体の市歌やイメージソングを発車メロディに採用する事例が多いことが大きな特徴となっている。

## さいたま市
- 希望のまち[1] - 2003年（平成15年）4月1日制定

作詞：福原くにこ 補作・作曲：タケカワユキヒデ 歌唱：タケカワユキヒデ & T's COMPANY
政令指定都市移行記念。浦和駅・北浦和駅・大宮駅・与野駅・さいたま新都心駅の発車メロディに使用されている。

### さいたま市の区民音頭
さいたま市の各区に存在する区民音頭は大半が合併前の旧市時代に市民音頭として作成されたものを継承している。浦和区や岩槻区では新規の区歌制定も提案されているが、行政の側でこれらの提案を具体化する動きは見られない。
- さいたま市10区音頭[3] - 2013年（平成25年）発表

作詞・作曲：木村孤童
政令指定都市移行10周年を記念して作成された市民音頭。ただし、公式な市民音頭ではない。
大宮区
- 大宮をどり - 1934年（昭和9年）制定

作詞：北澤怡佐雄 作曲：中山晋平 歌唱：市丸・三島一聲
現在も旧大宮市域に属する大宮区・西区・北区・見沼区内の盆踊りで踊られるため、旧大宮市域内でポピュラーである。また、1982年から1991年まで東北・上越新幹線の車内放送での大宮駅のふるさとチャイムに採用されていた。なお、近年では小野田実が歌唱した音源で踊られる事が多い。
- 大宮音頭 - 1982年（昭和57年）制定

作詞：馬橋隆二、いではく 作曲：只野通泰 歌唱：原田直之
東北新幹線の開業を記念して制定。旧大宮市の市長が自ら作詞に参加した。
中央区
- 与野ふるさと音頭 - 1988年（昭和63年）制定[4]。

作詞：今井たつお 作曲：市川昭介 編曲：池多孝春 歌唱：大月みやこ
旧与野市の市制30周年を記念して制定
桜区
- さくら草音頭 - 1968年（昭和43年）制定

作詞：岸上のぶを、北村昇 作曲：則武昭彦
「埼玉県歌」と同じ作詞者が歌詞を書いている。元は旧浦和市の市民音頭であったが、前述の『浦和おどり』に取って代わられた。後に、桜区の区の花にサクラソウが選定された経緯から、桜区の設置後は毎年10月の桜区区民ふれあいまつりで演奏されるようになった。サクラソウは、さいたま市および旧浦和市の市の花、埼玉県の県の花でもある。
浦和区
- 浦和おどり - 1976年（昭和51年）制定

作詞：海老川充江 作曲：市川昭介 歌唱：都はるみ・大川栄策
浦和まつりの前身である「浦和ぼんぼり祭り」のために制定。浦和まつりにて踊られるほか、現在も旧浦和市域に属する浦和区・桜区・南区・緑区内の盆踊りや小学校の運動会の種目として取り入れられているため、旧浦和市域内でポピュラーである。2016年には吉武大地が歌唱している。
岩槻区
- 岩槻市民音頭 - 1978年（昭和53年）5月3日制定

作詞：木村妙子 補作：石本美由起 作曲：船村徹 歌唱：大川栄策・わかばちどり
旧岩槻市の市制25周年を記念して「岩槻市民の歌」と同時に制定された。さいたま市への編入後も「区民音頭」への改題は行われていない。
この他、見沼区東大宮を中心に「東大宮音頭」（作詞・作曲：茂木立志 編曲：高田弘 歌唱：春日八郎）、市内の広い範囲で「見沼音頭」（作詞：中山邦雄 作曲：北岡宏一）が踊られる。

## その他市部
川越市
- われらの川越[6] - 1957年（昭和32年）8月16日制定

作詞：野村俊夫 作曲：服部逸郎
近隣9村との合併3周年を記念して制定。長らく存在を忘れ去られ、1990年代には市の見解として市歌は「未制定」とされていたが2000年代に入って存在が再確認され、再び市の行事での演奏機会が設けられるようになった。市のサイトで制定経緯は紹介されているが、歌詞や楽譜は掲載されていない。
熊谷市
- 熊谷市歌[7] - 2009年（平成21年）5月16日制定

作詞・作曲：熊谷市教育研究会
2代目（新設合併後の熊谷市としては初代）の市歌である。熊谷駅と籠原駅の発車メロディに使用されている。
川口市
- 川口市民歌[8] - 1962年（昭和37年）11月30日制定

作詞：サトウハチロー 作曲：團伊玖磨
市制30周年記念。2代目の市歌である。
2013年（平成25年）に市制80周年、2018年（平成30年）に中核市移行を記念し、期間限定で川口駅・西川口駅・東川口駅の発車メロディに使用されていた。
行田市
- 行田市歌[9] - 1970年（昭和45年）制定

作詞：神保光太郎 作曲：中田喜直
秩父市
- 秩父市歌[10] - 1960年（昭和35年）制定

作詞：勝承夫 作曲：下総皖一
市制10周年記念。新設合併後もそのまま継承された。
所沢市
- 所沢讃歌 - 1994年（平成6年）発表[11]

作詞：竹田亮一郎 作曲：玉井知湖
正式な市歌ではないが、市内在住の元新聞記者が『市報ところざわ』へ寄稿した詩に所沢歌謡連盟の選定で曲が付けられた愛唱歌。同じ作詞者の童謡「ぼくらのまち」のCDにカップリング曲として収録されている。
市のサイトでは、下記の市民音頭2曲が紹介されている。
- 所沢音頭[12] - 1951年（昭和26年）11月発表

作詞：西條八十、山畑一雄 作曲：古賀政男
所沢商工会議所開所記念。
- 所沢市民音頭[12] - 1970年（昭和45年）11月発表

作詞：大館いづみ 補作：森菊蔵 作曲・編曲：山路進一
市制20周年記念。
飯能市
- 飯能市民憲章讃歌 - 1984年（昭和59年）制定

作詞・作曲：佐藤涼山
憲章歌。市制30周年・市民会館落成記念。
- 美しいまち - 1993年（平成5年）発表

作詞：天野貞治 作曲：山際築
市イメージソング。飯能青年会議所開所20周年記念。
加須市
- 加須市の歌

作詞：土岐善麿 作曲：飯田信夫
新設合併前の（旧）加須市の市歌である。加須市・騎西町・北川辺町・大利根町合併協議会では合併後の市歌の制定については特に取り決められておらず現在の地位は不明確であるが、新市歌の制定が提案されている。
本庄市
- 本庄市民歌 - 1975年（昭和50年）1月1日制定[14]

作詞：松嵜元一良 補作：宮澤章二 作曲：小山章三
新設合併前の（旧）本庄市の市歌である。本庄市・児玉町合併協議会における「新市において検討する」との申し合わせに基づいて失効したものとして扱われているが、新市歌の制定は実現していない。
東松山市
- 東松山市歌[15] - 1970年（昭和45年）5月2日制定

作詞：神保光太郎 作曲：猪俣公章
市制15周年記念。
春日部市
- 心の空[16] - 2015年（平成27年）10月1日制定

作詞・作曲：あえか 編曲：西本明
新設合併10周年を記念して制定。
狭山市
- 狭山市歌[18] - 1974年（昭和49年）10月26日制定

作詞：尾崎勇治 作曲：関口重夫
羽生市
- 羽生わがまち[19] - 1979年（昭和54年）11月2日制定

作詞：森菊蔵 作曲・編曲：山路進一
鴻巣市
- HANDS 〜大きな手から小さな手へ〜 - 2010年（平成22年）8月発表

作詞・作曲：美根ゆり香
鴻巣市の市花であるパンジーをモチーフにしたイメージソング。鴻巣駅・北鴻巣駅・吹上駅で発車メロディに使用されている。
深谷市
- 深谷市歌[21] - 2015年（平成27年）11月22日制定

作詞：大久保ソノヱ 作曲：松原SHINJI
2代目（新設合併後の深谷市としては初代）の市歌である。新設合併10周年を記念して制定。
上尾市
- 上尾市歌[22] - 1966年（昭和41年）7月1日制定

作詞：若井作太郎 作曲：三井田安治
上尾駅と北上尾駅で発車メロディに使用されている。
草加市
- 想い出はいつも[23] - 1988年（昭和63年）制定

作詞：中村八大、西村達郎 作曲・編曲：中村八大
越谷市
- 越谷市の歌[24] - 1978年（昭和53年）11月3日制定

作詞：椎木一男 補作：宮澤章二 作曲：奥村一
市制20周年記念。
蕨市
- 蕨市歌[25] - 1969年（昭和44年）11月1日制定

作詞：神保光太郎 作曲：清水脩
市制10周年記念。
戸田市
- ああ わが戸田市[26] - 1981年（昭和56年）制定

作詞：廣田米雄 補作：森菊蔵 作曲・編曲：山路進一
市制15周年記念。戸田公園駅・戸田駅・北戸田駅で発車メロディに使用されている。
入間市
- 入間市の歌[27] - 1981年（昭和56年）4月1日制定

作詞：能登濱吉 補作：宮澤章二 作曲：学校法人武蔵野音楽学園 編曲：小森昭宏
市制15周年記念。
朝霞市
- 朝霞市歌[28] - 1969年（昭和44年）3月制定

作詞：石川千代子 補作：則武昭彦 作曲：原賢一
志木市
- 志木市歌[29] - 1978年（昭和53年）4月1日制定

作詞：尾崎信千代 補作：石本美由起 作曲：竹岡信幸
和光市
- 光をだいて生きるまち[30] - 1985年（昭和60年）11月制定

作詞：宮沢章二 作曲：押尾司
新座市
- 新座市民の歌[31] - 1979年（昭和54年）6月1日制定

作詞：影山茂 補作：新座市民歌選考協議会 作曲・編曲：村田英夫
桶川市
- べにのはな[32] - 1996年（平成8年）制定

作詞：秋山典昭 作曲：志津（デボラ）
市イメージソング。
久喜市
- 笑顔のまち永遠なれ[33] - 2012年（平成24年）3月20日制定

作詞・作曲：タケカワユキヒデ
2代目（新設合併後の久喜市としては初代）の市歌である。
北本市
- 北本市の歌[34] - 1973年（昭和48年）1月制定

作詞：北本市歌制定委員会 補作：森菊蔵 作曲：狛林正一 編曲：金子晋一
市制施行記念。
八潮市
- 川に抱かれて[35] - 1992年（平成4年）1月15日制定

作詞・作曲：小椋佳
富士見市
- 富士見がふるさと[36] - 2002年（平成14年）制定

作詞：いではく 作曲：遠藤実
市制30周年記念。
三郷市
- 三郷市民の歌[37] - 1972年（昭和47年）5月3日発表、1985年（昭和60年）1月1日制定

作詞：森菊蔵 作曲：狛林正一
市制施行記念。
蓮田市
- 夢わくあしたをつくる街[38] - 1972年（昭和47年）制定

作詞：宮澤章二 作曲・編曲：狛林正一
市制施行記念。
坂戸市
- 坂戸市民音頭 - 1977年（昭和52年）4月制定

作詞：岡本淳三 補作：石本美由起 作曲：船村徹
幸手市
- しあわせ風景[39] - 1988年（昭和63年）6月23日制定

作詞：石坂まさを 作曲：藤田まさたか
鶴ヶ島市
- 鶴ヶ島ふるさと音頭

日高市
- （未制定）

吉川市
- なまず音頭

作詞：沖山一雄 作曲：木村孤童
ふじみ野市
- We Love ふじみ野[40] - 2023年（令和5年）4月29日発表

作詞：志摩頼子 作曲・編曲：中尾雅子
ふじみ野市文化協会の設立を記念し、市民音頭「ふじみ野音頭」のc/w曲として作成された。
上福岡市・大井町法定合併協議会では、市歌の制定について特に取り決めが実施されなかった。
白岡市
- （未制定）[41]

## 町村部
北足立郡伊奈町
- （未制定）

成人式に演奏される式歌「旅立の詩」が存在する。
入間郡三芳町
- みよし音頭

入間郡毛呂山町
- 毛呂山音頭 - 1982年（昭和57年）制定[42]

作曲：秋馬敏夫
入間郡越生町
- （不明）

比企郡滑川町
- 滑川町歌[43] - 1979年（昭和54年）11月3日制定

作詞：田口ゆたか 補作：岩瀬ひろし 作曲：松尾健司
村制時代に制定され、町制を施行した1984年（昭和59年）11月3日付で改題・継承された。
比企郡嵐山町
- 嵐山町歌[44] - 1967年（昭和42年）4月15日制定

作詞：木村倉之助 作曲：青山梓
比企郡小川町
- 小京都おがわ[45] - 1998年（平成10年）発表

作詞：大谷佳子 作曲：園田圭一
- ピッカリ千両節

作詞：小久保太郎 作曲：島野幸作
作詞者は第75代埼玉県議会議長・名誉町民。
比企郡川島町
- 川島郷歌[46] - 1910年（明治43年）発表、1954年（昭和29年）制定

作詞：佐佐木信綱 作曲：田村虎蔵（東京音楽学校）
県内の現行市町村歌としては最古の楽曲であり、歌詞・旋律とも著作権の保護期間を満了（パブリックドメイン）。明治末期に川島郷6村共通の郷土唱歌として作成され、1954年の合併による川島町発足時より町歌とされている。
- 川島ふるさと音頭 - 2014年（平成26年）発表

作詞：格地秀明 作曲：藤美希子
比企郡吉見町
- 吉見音頭[47]

作詞：町民憲章起草委員会 作曲：小山敏夫 編曲：只野通泰
比企郡鳩山町
- 新鳩山音頭

比企郡ときがわ町
- おいでよ! ときがわ[48] - 2014年（平成26年）3月発表

作詞・作曲：湯〜イチ
町PRソング。
秩父郡横瀬町
- （不明）

秩父郡皆野町
- （不明）

秩父地方一帯で踊られる秩父音頭の「発祥地」をPRしている。
秩父郡長瀞町
- （不明）

秩父郡小鹿野町
- Sweet road 〜R299〜[49]

作詞・作曲：ACKO
「オートバイのまち」PRソング。
秩父郡東秩父村
- （不明）

児玉郡美里町
- （不明）

児玉郡神川町
- 愛する者へ愛する詩を[50]

作詞：志賀大介 作曲：植村亨 編曲：成田征英
新設合併前の（旧）神川町の町歌である。神川町・神泉村合併協議会で新設合併後の町歌制定については「新町において検討する」との申し合わせに基づき失効したものとして扱われているが、新町歌の制定は実現していない。
児玉郡上里町
- 上里町町歌[51] - 1977年（昭和52年）8月26日制定

作詞：大鹿英子 補作：矢野亮 作曲：飯田三郎
大里郡寄居町
- （未制定）

南埼玉郡宮代町
- 宮代の歌 〜Song For Miyashiromachi〜[52] - 1985年（昭和60年）7月20日制定

作詞：高橋みちこ 作曲・編曲：惣領泰則
北葛飾郡杉戸町
- 杉戸音頭（初代） - 昭和10年代の録音だが諸説あり[53][54]

作詞：松本一晴 作曲：大村能章 歌唱：東京幾松・佐藤正
- 杉戸音頭（二代目）

作詞：大島薫 補作：小松美穂 作曲・編曲：小松美穂 歌唱：春日八郎
北葛飾郡松伏町
- まつぶしの歌[56] - 1979年（昭和54年）5月25日制定

作詞：中園純則 補作：石本美由起 作曲・編曲：栗田俊夫
町制10周年記念。

## 廃止された市町村歌
浦和市
- 浦和市歌[57] - 1959年（昭和34年）制定

作詞：吉沢厚子 補作：神保光太郎 作曲：中田喜直
市制25周年記念。
大宮市
- 大宮市歌[58] - 1950年（昭和25年）制定

作詞：田中酉之助 校正：下山懋 作曲：下総皖一
市制10周年記念。
- 太陽の街・大宮 - 1970年（昭和45年）発表

作詞：白鳥朝詠 作曲：吉田矢健治 歌唱：眞理ヨシコ・ボニージャックス
市制30周年記念愛唱歌。合併前は市立の小中学校・高校のチャイムとして使用された。
上記2曲は「大宮を愛する会」の企画・製作で2014年（平成26年）にCD化されている。
与野市
- 与野市民歌 - 1963年（昭和38年）7月制定

作詞：野上彰 作曲：高田三郎 歌唱：藤山一郎
市制5周年記念。
岩槻市
- 岩槻市民の歌 - 1978年（昭和53年）制定

作詞：高橋寿雄 補作：石本美由起 作曲：栗田俊夫 歌唱：青木光一
市制25周年記念。
市歌としては廃止されているが、現在も岩槻区役所でカセットテープの貸し出しを行っている。
熊谷市
- 熊谷市歌（旧） - 1953年（昭和28年）制定

作詞：田島一宿 作曲：平井康三郎
初代（新設合併前の旧市）の市歌である。
川口市
- 川口市歌 - 1942年（昭和17年）制定

作詞：戸室有泰 作曲：橋本國彦
初代の市歌である。
深谷市
- 深谷市歌（旧） - 1970年（昭和45年）制定

作詞：村川芳朗 補作：寺山修司 作曲：山路進一
初代（新設合併前の旧市）の市歌である。
久喜市
- 喜びの街 - 1971年（昭和46年）10月1日制定

作詞：宮沢章二 作曲：山路進一
初代（新設合併前の旧市）の市歌である。
鳩ヶ谷市
- 鳩ヶ谷市歌[59] - 1977年（昭和52年）3月1日制定

作詞：松延猪雄 補作：純愛児 作曲：石田進